# نويل ديزموند غراي
نويل ديزموند غراي (بالإنجليزية: Noel Desmond Gray)‏ هو شخصية أعمال أسترالي، ولد في 26 ديسمبر 1920، وتوفي في 1999.